# Nada (ciruela)
Nada o también Švestka Nada es una variedad cultivar de ciruelo (Prunus domestica), de las denominadas ciruelas europeas.
Una variedad de ciruela que se creó en 1964 en el "Instituto de Fruticultura de Čačak", en Yugoslavia (hoy Serbia).
Las frutas tienen un tamaño de mediano a grande de forma oblongo alargada, con la piel color azul violáceo recubierta de una densa capa plateada de pruina, y pulpa color amarillo verdoso, textura firme, jugo medio, y sabor dulce aromático.

## Sinonimia
- "Čačanská Nada",
- "Švestka Nada".

## Historia
'Nada' variedad de ciruela que se creó en 1964 en el "Instituto de Fruticultura de Čačak", Yugoslavia (hoy Serbia), mediante el cruce de 'Stanley' como "Parental Madre" x el polen de 'Skoldus' como "Parental Padre". Fue creada por el equipo formado por el Dr. Dobrivoje Ogašanović, Dr. Svetlana A. Paunović y Dr. Slobodan Milenković.
Se la reconoció como nueva variedad nombrándola y entró en los circuitos comerciales en 2012. La variedad se utiliza ampliamente en la fruticultura comercial.
'Nada' Se usa comercialmente porque tiene un buen rendimiento y los frutos son fáciles de transportar, también es tolerante a la sharka (una infestación viral que conduce a la muerte de toda la planta).

## Características
'Nada' es un árbol de vigor bajo a medio con buena arquitectura de copa. La copa es de vigor moderado. Es adecuado para huertos de alta densidad. La floración es tardía. Hasta el 13% de las flores son autopolinizadas. La fructificación comienza temprano y tiene un buen potencial de rendimiento.
'Nada' tiene una talla de tamaño medio a grande, de forma ovalado, simétrico con un peso promedio de 40 a 50gr; epidermis tiene una piel moderadamente gruesa, firme, de color azul violáceo recubierta de una densa capa plateada de pruina, con línea de sutura muy pronunciada; pedúnculo de longitud corto, grueso, leñoso; pulpa de color amarillo verdoso, textura medianamente firme, jugoso, y sabor dulce aromático. Contiene en promedio de 16,5% de sólidos solubles, 11,7% de azúcares totales y 0,5% de ácidos.
Hueso separado, mediano (17gr), alargado, asimétrico, con el surco dorsal muy ancho y profundo, los laterales más superficiales, zona ventral poco sobresaliente, superficie rugosa.
Su tiempo de maduración varía según la región y las condiciones climáticas, madura más tardía que otras variedades obtenidas en el instituto, en la segunda decena del mes de agosto. Tienen un fácil transporte. Las frutas son aptas para el consumo y procesamiento en fresco.

## Usos
La temporada de maduración es tardía, ocurriendo en la segunda década de septiembre. Nada es una variedad de ciruela de maduración tardía, con fruta de excelente calidad destinada principalmente al consumo en fresco. Los frutos recolectados en la etapa de madurez tecnológica se caracterizan por una buena transportabilidad.

## Cultivo
Variedad cultivada principalmente en Serbia y Alemania. Una variedad de calidad superior.

## Características y precauciones
Tolerante al virus Plum pox (Sharka), no deja síntomas en las frutas. Fructifica bastante bien incluso en años con heladas tardías.
La variedad 'Nada' es moderadamente sensible a la mancha roja de la hoja (Polystigma rubrum Pers.) y a la pudrición parda (Monilinia laxa Aderh et Ruhl.).